# Kabinett de Gaulle I

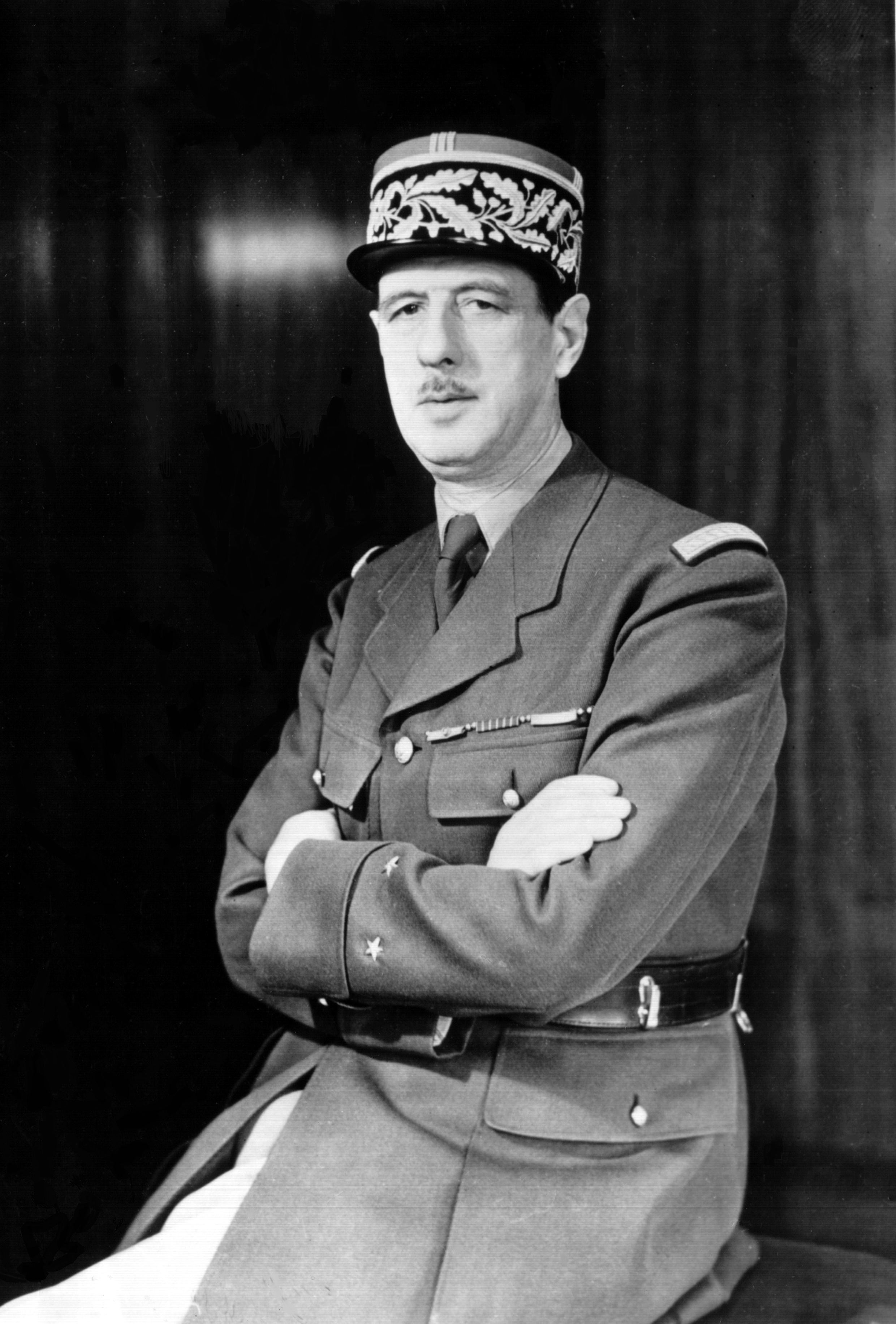
Charles de Gaulle war zwischen 1944 und 1945 Premierminister

Das Kabinett de Gaulle I wurde in Frankreich am 10. September 1944 nach La Libération, der Befreiung von der deutschen Besetzung im Zweiten Weltkrieg, von Premierminister Charles de Gaulle als provisorische Regierung der Französischen Republik gebildet. Am 21. November 1945 wurde das Kabinett durch das Kabinett de Gaulle II abgelöst. Dem Kabinett gehörten Vertreter von Section française de l’Internationale ouvrière (SFIO), Mouvement républicain populaire (MRP), Parti communiste français (PCF), Parti républicain, radical et radical-socialiste (PRRRS), Parti paysan d’union sociale (PP), Parti républicain de la liberté (PRL), Union démocratique et socialiste de la Résistance (UDSR) sowie Parteilosen an.

## Minister
Dem Kabinett gehörten folgende Minister an:
| Amt                                                       | Name                                                 | Beginn der Amtszeit                               | Ende der Amtszeit                                |
| --------------------------------------------------------- | ---------------------------------------------------- | ------------------------------------------------- | ------------------------------------------------ |
| Premierminister                                           | Charles de Gaulle                                    | 10. September 1944                                | 21. November 1945                                |
| Staatsminister                                            | Jules Jeanneney                                      | 10. September 1944                                | 21. November 1945                                |
| Siegelbewahrer, Justizminister                            | François de Menthon Pierre-Henri Teitgen             | 10. September 1944 30. Mai 1945                   | 30. Mai 1945 21. November 1945                   |
| Außenminister                                             | Georges Bidault                                      | 10. September 1944                                | 21. November 1945                                |
| Innenminister                                             | Adrien Tixier                                        | 10. September 1944                                | 21. November 1945                                |
| Kriegsminister                                            | André Diethelm                                       | 10. September 1944                                | 21. November 1945                                |
| Marineminister                                            | Louis Jacquinot                                      | 10. September 1944                                | 21. November 1945                                |
| Luftfahrtminister                                         | Charles Tillon                                       | 10. September 1944                                | 21. November 1945                                |
| Minister für nationale Wirtschaft                         | Pierre Mendès France René Pleven                     | 10. September 1944 6. April 1944                  | 4. April 1945 21. November 1945                  |
| Finanzminister                                            | Aimé Lepercq René Pleven                             | 10. September 1944 16. November 1944              | 10. November 1944 21. November 1945              |
| Minister für industrielle Produktion                      | Robert Lacoste                                       | 10. September 1944                                | 21. November 1945                                |
| Landwirtschaftsminister                                   | François Tanguy-Prigent                              | 10. September 1944                                | 21. November 1945                                |
| Versorgungsminister                                       | Paul Giacobbi Paul Ramadier Christian Pineau         | 10. September 1944 16. November 1944 30. Mai 1945 | 15. November 1944 30. Mai 1945 21. November 1945 |
| Kolonialminister                                          | René Pleven Paul Giacobbi                            | 10. September 1944 16. November 1944              | 15. November 1944 21. November 1945              |
| Minister für nationale Bildung                            | René Capitant                                        | 10. September 1944                                | 21. November 1945                                |
| Minister für Arbeit und soziale Sicherheit                | Alexandre Parodi                                     | 10. September 1944                                | 21. November 1945                                |
| Minister für Verkehr und öffentliche Arbeiten             | René Mayer                                           | 10. September 1944                                | 21. November 1945                                |
| Minister für Post, Telegrafie und Telefonie               | Augustin Laurent Eugène Thomas                       | 10. September 1944 26. Juni 1945                  | 26. Juni 1945 21. November 1945                  |
| Informationsminister                                      | Pierre-Henri Teitgen Jacques Soustelle André Malraux | 10. September 1944 30. Mai 1945 20. Oktober 1945  | 30. Mai 1945 20. Oktober 1945 21. November 1945  |
| Minister für Kriegsgefangene, Deportierte und Flüchtlinge | Henri Frenay                                         | 10. September 1944                                | 21. November 1945                                |
| Minister für öffentliche Gesundheit                       | François Billoux                                     | 10. September 1944                                | 21. November 1945                                |
| Minister für Angelegenheiten von Nordafrika               | Georges Catroux                                      | 10. September 1944                                | 21. November 1945                                |
| Minister für Wiederaufbau und Stadtplanung                | Raoul Dautry                                         | 16. November 1944                                 | 21. November 1945                                |